# كليف كالفرت
كليف كالفرت (بالإنجليزية: Cliff Calvert)‏ (21 أبريل 1954 بيورك في المملكة المتحدة - ) هو لاعب كرة قدم بريطاني في مركز الدفاع. شارك مع منتخب إنجلترا تحت 18 سنة لكرة القدم. أما مع النوادي، فقد لعب مع شيفيلد يونايتد ونادي يورك سيتي ودالاس تورنايدو وتورونتو بليزارد وBuffalo Stallions ‏.

## وصلات خارجية
- كليف كالفرت على موقع قاعدة بيانات كرة القدم.إي يو (الإنجليزية)